# Volume 1 (album de Big Syke)
Pour les articles homonymes, voir Volume 1.
 (janvier 2024).
Si vous disposez d'ouvrages ou d'articles de référence ou si vous connaissez des sites web de qualité traitant du thème abordé ici, merci de compléter l'article en donnant les références utiles à sa vérifiabilité et en les liant à la section « Notes et références ».
Albums de Big Syke
Big Syke
(2002)
Volume 1 est une mixtape de Big Syke, sortie le 30 octobre 2006.

## Liste des titres
| No  | Titre                                            | Durée |
| --- | ------------------------------------------------ | ----- |
| 1.  | They Like Me (featuring 50 Cent)                 | 3:56  |
| 2.  | Dontcha                                          | 3:56  |
| 3.  | Off the Chain (featuring 50 Cent)                | 3:45  |
| 4.  | Raised in the Hood                               | 8:49  |
| 5.  | Cradle 2 the Grave (featuring 2Pac et Thug Life) | 6:13  |
| 6.  | Ain't No Way                                     | 4:24  |
| 7.  | Shake That Azz (featuring 50 Cent)               | 3:40  |
| 8.  | How Long Will They (featuring 2Pac et Thug Life) | 3:53  |
| 9.  | Money on My Mind (featuring 50 Cent)             | 4:08  |
| 10. | Used                                             | 5:25  |